# Копань (Некоузский район)
Копань — деревня в Некоузском районе Ярославской области России. 
В рамках организации местного самоуправления входит в Веретейское сельское поселение, в рамках административно-территориального устройства — в Лацковский сельский округ.

## География
Расположена в 4 км на запад от центра поселения посёлка Борок и в 26 км на северо-восток от райцентра села Новый Некоуз.

## История
Церковь Ильи пророка,сооружена в 1798 году с тремя престолами: Святого Пророка Илии; Святителя и Чудотворца Николая; Святой Мученицы Параскевы. Церковь была разрушена в середине 1930-х годов.  
В конце XIX — начале XX века село входило в состав Марьинской волости Мологского уезда Ярославской губернии.
С 1929 года село входило в состав Лацковского сельсовета Некоузского района, с 2005 года — в составе Веретейского сельского поселения.

## Население
| 1859 | 1914 | 2002 | 2007 | 2010 |
| ---- | ---- | ---- | ---- | ---- |
| 63   | ↘52  | ↘0   | →0   | →0   |